# ワンピース 海賊無双3
『ワンピース 海賊無双3』（ワンピース かいぞくむそう3）は、バンダイナムコゲームスより2015年3月26日に発売されたPlayStation 4、PlayStation 3、PlayStation Vita、Microsoft Windows用アクションゲーム。
2013年に発売された『ワンピース 海賊無双2』の続編。PS3、PS Vitaに、新たにPS4を加えた3機種によるマルチプラットフォームとなった。オリジナルストーリーであった前作とは異なり、1作目と同じく原作のストーリーを追体験する形に変更された。ストーリーは物語の始まりから「ドレスローザ編」まで描かれ、1作目では未収録だったエピソードも収録されている。また、前作のセーブデータを持っているとゲーム内のコインとベリーが貰える特典を得られる。
ダウンロードコンテンツを収録したNintendo Switch版『ワンピース 海賊無双3 デラックスエディション』が2017年12月21日に発売。

## 登場キャラクター

### プレイアブルキャラクター
☆印は新キャラ、△は前作からの昇格キャラ。プレイアブルキャラは前作の27人から37人に増加。麦わらの一味9人の旧バージョンと黒ひげの2バージョンを含めると使用キャラは47人になる。
モンキー・D・ルフィ
声 - 田中真弓

ロロノア・ゾロ
声 - 中井和哉

ナミ
声 - 岡村明美

ウソップ / そげキング
声 - 山口勝平

サンジ
声 - 平田広明

トニートニー・チョッパー
声 - 大谷育江

ニコ・ロビン
声 - 山口由里子

フランキー
声 - 矢尾一樹

ブルック
声 - チョー

バギー
声 - 千葉繁

ジュラキュール・ミホーク
声 - 掛川裕彦

スモーカー
声 - 大場真人

☆たしぎ
声 - 野田順子
サー・クロコダイル
声 - 大友龍三郎

エネル
声 - 森川智之

△ロブ・ルッチ
声 - 関智一
バーソロミュー・くま
声 - 堀秀行

ペローナ
声 - 西原久美子

△ゲッコー・モリア
声 - 宝亀克寿
モンキー・D・ガープ
声 - 中博史

トラファルガー・ロー
声 - 神谷浩史

ジンベエ
声 - 宝亀克寿

△エンポリオ・イワンコフ
声 - 岩田光央
△マゼラン
声 - 星野充昭
ボア・ハンコック
声 - 三石琴乃

マルコ
声 - 森田成一

ポートガス・D・エース
声 - 古川登志夫

エドワード・ニューゲート（白ひげ）
声 - 有本欽隆

黄猿
声 - 石塚運昇

赤犬
声 - 立木文彦

マーシャル・D・ティーチ（黒ひげ）
声 - 大塚明夫

青キジ（クザン）
声 - 子安武人

☆シーザー・クラウン
声 - 中尾隆聖
☆藤虎
声 - 沢木郁也
☆サボ
声 - 古谷徹
☆ドンキホーテ・ドフラミンゴ
声 - 田中秀幸
☆シャンクス
声 - 池田秀一

### NPCキャラクター
☆モーガン
声 - 銀河万丈
☆アルビダ
声 - 松岡洋子
☆クロ
声 - 橋本晃一
首領・クリーク
声 - 立木文彦
アーロン
声 - 小杉十郎太
はっちゃん
声 - 森川智之
ワポル
声 - 島田敏
ラパーン
声 - 平井啓二
☆Mr.1
声 - 稲田徹
Mr.2・ボン・クレー
声 - 矢尾一樹
Mr.3
声 - 檜山修之
☆ベラミー
声 - 高木渉
☆ワイパー
声 - 相沢正輝
カク
声 - 置鮎龍太郎
ジャブラ
声 - 高塚正也
ブルーノ
声 - 佐々木誠二
☆コビー
声 - 土井美加
戦桃丸
声 - 伊倉一恵
パシフィスタ
声 - 堀秀行
ハンニャバル
声 - 後藤哲夫
ミノタウロス
声 - 粗忽屋東品川店
ジョズ
声 - 長嶝高士
ビスタ
声 - 高塚正也
☆ホーディ・ジョーンズ
声 - 中田譲治
☆ヴェルゴ
声 - 諏訪部順一
☆モネ
声 - 松井菜桜子
☆ジーザス・バージェス
声 - 稲田徹

### その他
ゼフ
声 - 矢田耕司
Dr.くれは
声 - 野沢雅子
ネフェルタリ・ビビ
声 - 渡辺美佐
アイスバーグ
声 - 及川いぞう
スパンダム
声 - 小野坂昌也
ゴーイングメリー号
声 - 桑島法子
オーズ
声 - 粗忽屋浜田山店
センゴク
声 - 大川透
シルバーズ・レイリー
声 - 園部啓一
ナレーション
声 - 大場真人